# Помаци
Помаци (Бугарски Помак, множ. Помаци; званични назив у Бугарској – българи-мохамедани, грч. πομάκος, πομάκοι, тур. Pomaklar) су етничка група Бугара исламске вероисповести, чији је матерњи језик бугарски, односно помашки језик како га називају у Грчкој и Турској. Помаци су током османске владавине прешли на ислам. Данас их сматрају религијском групом Бугара, која претежно живи у југозападној Бугарској, као и у североисточној Грчкој и Турској.
Бугарски часопис "Периодическо Списаније" пишући о Помацима, даје ново и другачије виђење Помака. Дао је велики број примера речи из помашког језика, које су истоветне са српским, али не и са бугарским (како се олако приписује). Тако бугарски аутор чланка наводи истоветне помашке и српске речи (30): кошуља, жути (боја), рухо, рука, низ, Бугарин, буниште, људи, вели, немој, метни, шарено, да ти видим, равни двори Бугари немају за то израз), голуб, сумрак, дубрава (Бугари немају за то израз), понуда (Бугари не) итд. Произилазило је из датих примера да су Помаци и Срби сроднији, него што се и могло претпоставити. Милош Милојевић је приповедао да је бугарски књижевник Љубен Каравелов једном приликом спалио рукописну "Збирку помачких песама", само зато што су очигледно биле написане на српском језику.
Етимолошко значење речи „помак“ највероватније долази из словенске речи помагачи /pɔmagatʃi/. Овај назив највероватније потиче из доба турске владавине, где су Помаци означени као колаборативна група.
У 20-ом веку Помаци су доживели више таласа асимилације и бугаризације од стране бугарске државне управе. Од 1905. године у Бугарској се користи назив Помаци. Током Балканских ратова 1912. и 1913. године велики део Помака је примораван да пређе у хришћанство, што је делом након Букурешког мира 1913. делом поништено. Између 1938. и 1944. године приморавани су да прихвате бугарска имена, што се такође понављало 1950-их и 1970-их година.
Језик Помака (грчки: πομακικη γλωσσα, помакики глоса или πομακικα, помакика) је термин који се користи у Грчкој за означавање бугарских дијалеката на којима су Помаци говорили у Западној Тракији. Средином деведесетих година у Грчкој су објављени „Граматика језика Помака“, „помашко-грчки“ и „грчко-помашки речник“, који су према бугарским лингвистима политички покушај глототомије. Грчки стручњаци говор дефинишу као словенски, мешани или чак бугарски, али у њему снажно наглашавају грчке позајмице. У Бугарској је прихваћено да је у случају такозваног «помашког језика» несумњиво реч о јужнородопском бугарском дијалекту, којим говори локално бугарско-муслиманско становништво, што је природни наставак бугарских родопских говора у јужном правцу. У међународној славистици постоје разне теорије о статусу „помашког језика“. Руско-естонски лингвиста Александар Д. Дуличенко дефинише га као словенски микрокњижевни језик, не узимајући у обзир социолингвистичке околности и мишљење његових говорника. Због тога поменути став није прихваћен у Бугарској. Немачки слависта Мартин Хенцелман који је спроводио емпиријска истраживања у Грчкој, извршио је концептуалну анализу терминологије словенских микрокњижевних језика и применио је на „помашки језик“. Дошао је до закључка да информације које је пружио Дуличенко у вези са поменутом језичком формом као микрокњижевним језиком не дају основу да се „помашки језик“ дефинише као такав.
Бугарска статистика их не исказује посебно. Већина Помака се на попису у Бугарској идентификује као Бугари исламске вероисповести. На попису 2001. године 130.000 становника се тако изјаснило, па су у Смољанској области били већина.